# Polokwane City Football Club
Maillots
Actualités
Dernière mise à jour : 16 mars 2025.
Le Polokwane City Football Club est un club de football sud-africain basé à Polokwane. Le club joue dans le championnat d'Afrique du Sud depuis mai 2013.

## Historique
Le Polokwane City FC est le successeur du club de Bay United FC fondé en 2006, d'abord basé à Port Elizabeth, puis à Polokwane en 2011. Lors de la saison 2011-2012, le club joue encore sous le nom Bay United en deuxième division. En 2012, le club est vendu et prend le nom de Polokwane City FC.
Un an plus tard, le club est promu en première division.

## Palmarès
- National First Division (D2) :
  - Champion : 2012-2013

## Anciens entraîneurs
- 2016 :  Luc Eymael